# Stazione di Codogno
La stazione di Codogno è una stazione ferroviaria posta sulla linea Milano-Bologna; è punto di diramazione della linea per Cremona.

## Storia

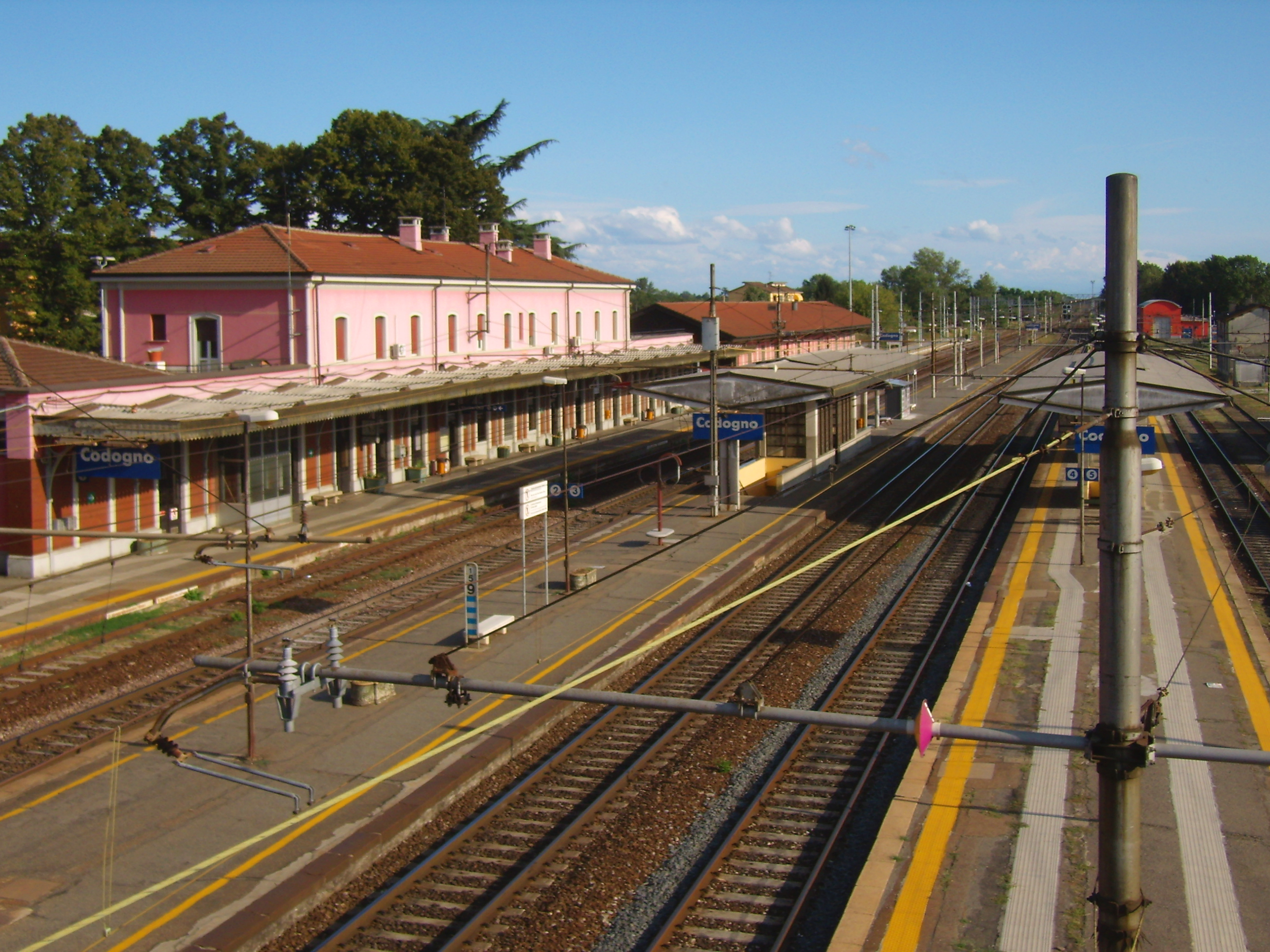
Il piazzale binari

La stazione fu aperta nel 1861 con l'attivazione della tratta Milano-Piacenza, divenuta successivamente parte del grande itinerario dorsale italiano, da Milano a Roma.
Nel 1866 divenne punto di diramazione della linea per Cremona, realizzata dalle Strade Ferrate Meridionali come parte dell'itinerario Pavia-Cremona-Brescia, che sfruttava il tratto da Casalpusterlengo a Codogno della Milano-Piacenza. Tale linea, tuttavia, fin dagli anni ottanta del XIX secolo, fu utilizzata principalmente per i treni diretti a Milano da Cremona e Mantova, che proprio a Codogno si immettono sulla Milano-Bologna.
Il 9 dicembre 1957 la stazione fu teatro di un incidente che costò la vita a 15 persone: verso le 18.15 il rapido 527, partito alle 17.45 da Milano Centrale e diretto a Roma si scontrò con un camion rimasto bloccato in un passaggio a livello a circa 200 m di distanza dalla stazione, deragliando e andandosi a scontrare con i pilastri della passerella pedonale della stazione.
Dal 22 febbraio al 9 marzo 2020, a seguito della presenza in Italia ed in particolare nel territorio del basso lodigiano di numerosi casi accertati di COVID-19, malattia causata dal coronavirus SARS-CoV-2, di cui alla fine del 2019 ha avuto inizio una grave pandemia, la stazione è stata chiusa al traffico nel tentativo di limitare il contagio. Anche le vicine stazioni di Casalpusterlengo e Maleo sono state interessate dal provvedimento.

## Strutture e impianti
Il fabbricato viaggiatori è un edificio a pianta rettangolare allungata, a due piani nella parte centrale e ad un piano agli estremi. La facciata è caratterizzata da motivi in rilievo in cemento: fascia marcapiano, cornici delle porte e delle finestre, fascia sottogronda. L'ingresso principale è un piccolo corpo avanzato monopiano, coperto da un terrazzino. Sul lato della costruzione verso i binari è presente una pensilina con struttura in metallo, tetto a sheds rivestito da lastre metalliche ondulate.
La stazione ha 6 binari per il trasporto passeggeri, di cui uno tronco lato Cremona, 4 per servizio viaggiatori ed 1 a servizio dei piccoli movimenti di manovra dello scalo.
Sono invece stati demoliti e rimossi gli ultimi due binari (binario sette e otto), già inutilizzati da tempo ed in passato utilizzati per manovrare la grande quantità di vagoni merci che giungevano nell'impianto.
Dalla stazione si diramava un raccordo che si dirigeva in un'azienda di vernici poco fuori la cittadina: nell'ambito urbano il binario è ancora visibile.

## Movimento
La stazione è servita dai treni regionali Milano-Piacenza, cadenzati a frequenza oraria, ed è capolinea dei treni regionali per Pavia, a frequenza oraria, e per Cremona, a frequenza bioraria. È anche servita dai treni RegioExpress Milano-Mantova, a frequenza bioraria. Tutti questi servizi sono eserciti da Trenord. La stazione è inoltre fermata di alcuni treni regionali veloci Milano-Bologna eserciti da Trenitalia Tper e Milano-Pisa eserciti da Trenitalia.

## Servizi
La stazione, che RFI classifica nella categoria Silver, offre i seguenti servizi:
- Biglietteria a sportello
- Sala d'attesa
- Servizi igienici